# Christoph Zerbst
Christoph Zerbst, né le 16 décembre 1963 à Salzbourg, est un rameur d'aviron autrichien. 

## Carrière
Christoph Zerbst participe aux Jeux olympiques d'été de 1992 à Barcelone et remporte la médaille d'argent en deux de couple avec son coéquipier Arnold Jonke.